# Chromolaena opadoclinia
Chromolaena opadoclinia là một loài thực vật có hoa trong họ Cúc. Loài này được (S.F.Blake) R.M.King & H.Rob. mô tả khoa học đầu tiên năm 1970.